# Couvent Sainte-Marie d'Annonay
Le couvent Sainte-Marie est un ancien couvent situé à Annonay dans le département de l'Ardèche, en France.

## Description

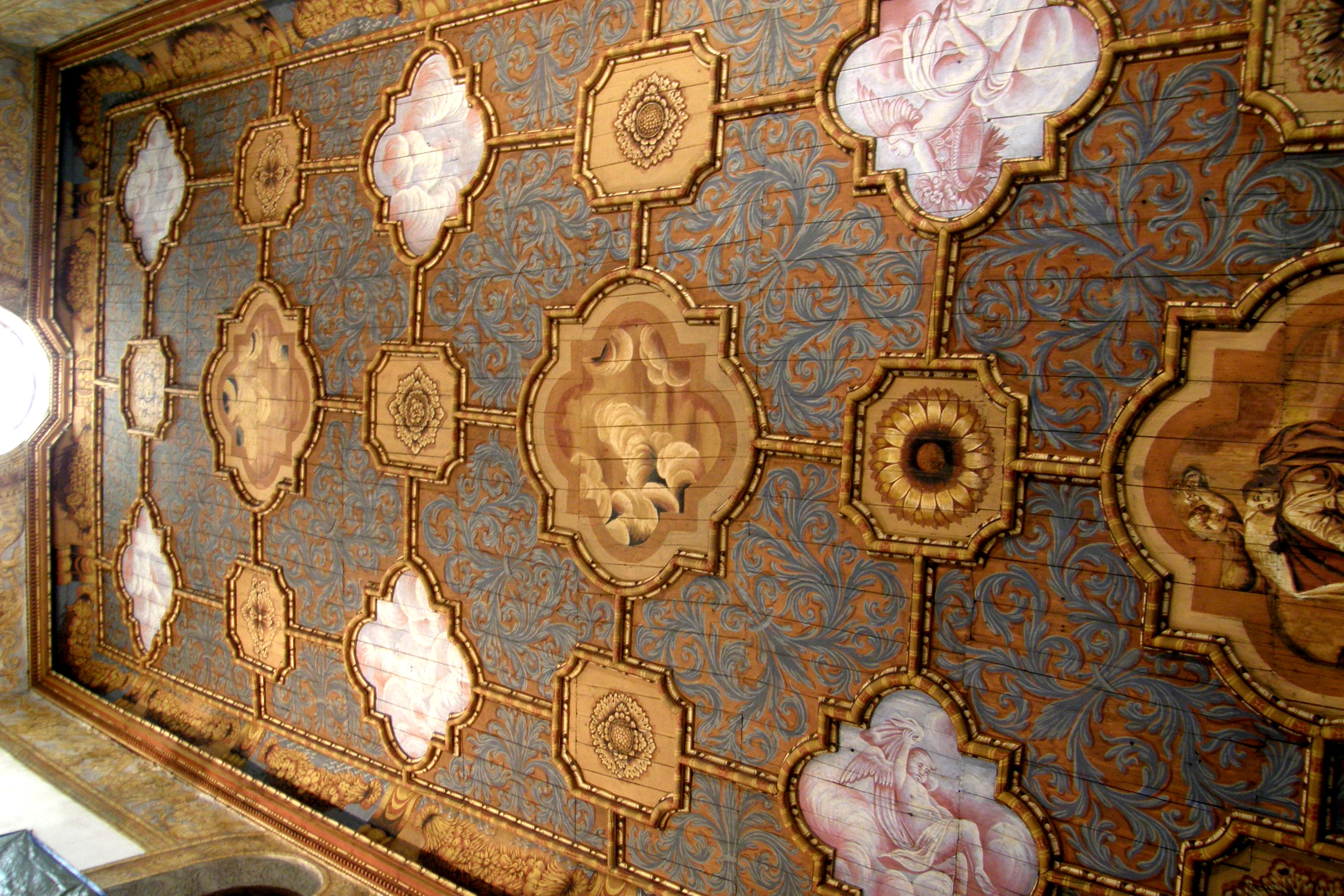
Plafond de la chapelle.

Dominant la vallée de la Deûme, cet ancien couvent à l'architecture grandiose s'ordonne autour d'un bâtiment central et deux ailes dont les angles extrêmes sont constitués de tours rondes. La cour ainsi formée était autrefois le cloitre qui avait la particularité d'être ouvert sur les jardins conventuels situés en contrebas (aujourd'hui disparus) et sur la ville. L'aile nord abrite l'ancienne chapelle. Son plafond est remarquable .

## Localisation
L'édifice est situé dans le centre historique d'Annonay, rue Sainte-Marie.

## Historique
Le couvent Sainte-Marie a été fondé en 1630. Des religieuses de Notre-Dame de Bordeaux, chargées d’éduquer des jeunes filles défavorisées, s’y installent en 1633. Une chapelle y est attenante.  L'établissement est agrandi en 1686 par la construction de l’aile sud, la même année la chapelle est embellie. En 1748 les bâtiments centraux sont reconstruits, une partie du cloître disparaît.
L'établissement scolaire disparait avec la Révolution. L'édifice est vendu comme bien national (il deviendra par la suite propriété de la ville d'Annonay). Pourtant, bien qu’autorisées à réintégrer leurs murs, les religieuses de Notre-Dame de Bordeaux ne peuvent se réinstaller, car leur couvent nécessite trop de réparations. Des prisonniers autrichiens et espagnols des guerres révolutionnaires se sont servis de planchers, de portes, de boiseries pour se chauffer. Madame de l’Hermuzière, supérieure d’une communauté de religieuses ursulines issue de la Révolution, s’y installe avec ses sœurs. Moyennant un bail, elles font effectuer toutes les réparations pour pouvoir éduquer quatre–vingt jeunes filles défavorisées. Elles agrandissent leur couvent en 1865 en construisant l’aile jouxtant une face latérale de la chapelle.
Au début du XXe siècle, avec les lois sur les congrégations religieuses, les ursulines sont expulsés dans la douleur. La supérieure et ses sœurs comparaissent devant un tribunal pour avoir refusé de quitter leur établissement car les religieuses âgées et malades qu’elles soignaient étaient intransportables... L'établissement ferme pour rouvrir ailleurs, il existe encore en 2013 sous le nom de collège Notre-Dame.
Pendant la guerre 1914–1918, deux mille cinq cents réfugiés Alsaciens et Meusiens sont hébergés dans des locaux vides d'Annonay dont une partie dans l'ancien couvent. Ensuite les locaux accueillent plusieurs activités. On y trouve un local de gymnastique, un musée : ses collections seront la base de celles de l'actuel musée vivarois César-Filhol... À côté se trouvent une école publique et des logements pour les employés municipaux...
Affectée au culte jusqu’en 1904, la chapelle de l'édifice devient une salle de réunions puis un dépôt municipal. Elle est inscrite au titre des monuments historiques depuis le 3 mars 1981. Débarrassée du matériel qu’elle abritait, son plafond et ses boiseries sont restaurés. Un retable y est placé dans les années 1990. Il était à l’origine celui de la chapelle Sainte-Claire. La chapelle a aujourd'hui été transformée en un studio chorégraphique et sert également de salle d’expositions et de concerts.
Les logements à l'intérieur des anciens bâtiments conventuels sont reconstruits entre la fin du XXe et le début du XXIe siècle. Désormais seuls les murs extérieurs sont d'époque.